# Forester's Hall

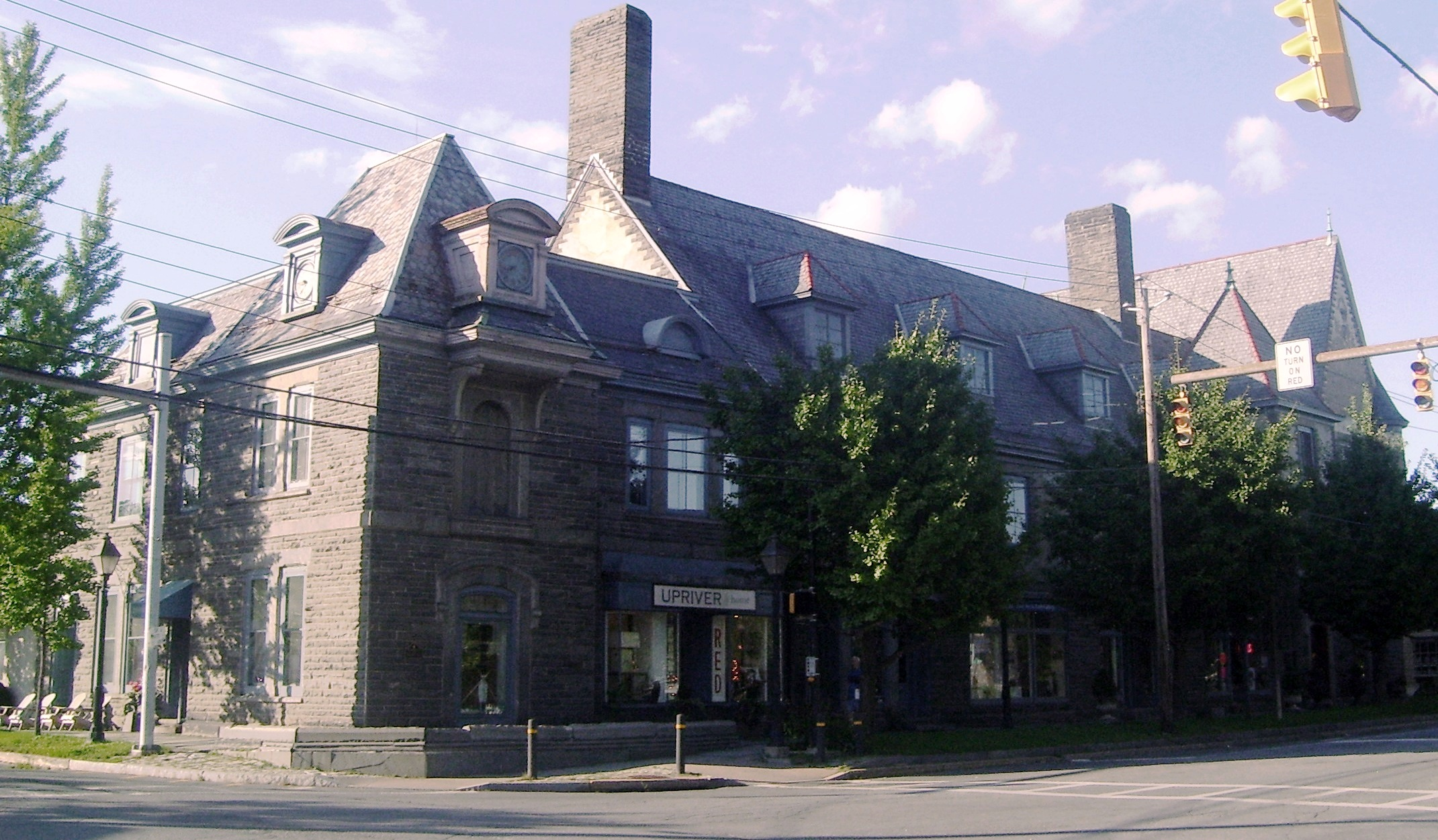
Forester's Hall 2011.

Forester's Hall (även kallat Forest Hall) är en byggnad i Milford i Pike County i den amerikanska delstaten Pennsylvania. Huset, som har tre våningar, färdigställdes för James Pinchot år 1904. Ursprungligen var huset dels i familjen Pinchots bruk, dels pågick där utbildningen i skogsvetenskap vid Yale University. Universitetet hade år 1900 fått en donation från familjen Pinchot i syfte att grunda Yale Forest School. Den skogsvetenskapliga utbildningen vid Yale fortgick i huset fram till år 1926. Utbildningen flyttades sedan till Yales huvudsakliga campusområde i New Haven i Connecticut där Sage Hall hade färdigställts år 1924.